# Ludovik Jakova
Ludovik Jakova (* 14. Februar 1912; † 26. Juni 1988 in Tirana) war ein albanischer Fußballspieler und -trainer.

## Spielerkarriere
Jakova begann seine Karriere beim albanischen Verein KF Tirana. Zwischen 1934 und 1937 gewann er mit dem Klub dreimal die albanische Meisterschaft (1934, 1936, 1937).

## Trainerkarriere
Nach dem Ende seiner aktiven Karriere wandte sich Jakova der Trainertätigkeit zu. 1949 übernahm er die albanische Fußballnationalmannschaft und betreute sie bis 1950 in insgesamt sechs Länderspielen. Am 24. September 1950 erlitt die Nationalmannschaft unter seiner Führung in Budapest eine historische 0:12-Niederlage gegen Ungarn, die bis heute als höchste Pleite der albanischen Fußballgeschichte gilt.
Im selben Jahr trainierte Jakova kurzzeitig auch den Klub Dinamo Tirana.